# Harmonisk forvrængning
Harmonisk forvrængning (en. Harmonic distortion) betegner en uønsket egenskab ved en signaltransmission, hvorved harmoniske svingninger tilføjes det oprindelige signal. En svingning på eksempelvis 1000 Hz vil efter transmissionen bestå af det oprindelige signal på 1000 Hz plus komponenter på 2000 Hz, 3000 Hz og højere, hvilket kaldes for en harmonisk række. De nye frekvenskomponenter kaldes også for overtoner. Den harmoniske forvrængning skyldes at indgangssignalet ikke overføres til udgangen på transmissionssystemet som en præcis kopi af indgangssignalet, men forvrænges af en ikke-lineær relation. 
Betegnelsen benyttes ofte til at dokumentere kvaliteten af en elektronisk forstærker, men det er især ved omformning af et signal mellem to repræsentationsformer (to energiformer, se transducer) at der opstår en betydende harmonisk forvrængning.[kilde mangler]
Indenfor det hørbare område er en højttaler et typisk eksempel på en ikke-lineær transducer, hvor et elektrisk signal via et mekanisk system omformes til et akustisk signal. Eksempler på de ulineære komponenter er højttalerens magnetfelt og membranophæng samt selve det medium (luft) der bærer signalet frem til lytteren, hvis auditoriske system selv tilfører en vis forvrængning. Den nedre grænse for hørbarhed er cirka 1 %, dog meget afhængig af lydstyrke, tonehøjde og forstyrrende signaler (maskering), samt af de personlige egenskaber med hensyn til høresansen. 
Indenfor mekaniske systemer kan eksempelvis måling af væskestrømning (flow) være belastet af friktion så transducerens udgangssignal er nul under en nedre grænse. 

## Måling
Den harmoniske forvrængning kan måles med et dertil egnet apparatur. 
- Den mest almindelige metode er brug af Fourier-transformation hvor et målesignal opløses i frekvenskomponenter. Et moderne oscilloskop indeholder ofte den algoritme, der kræves for transformationen, og ellers kan signalet typisk overføres gennem USB til en computer for analyse i et matematisk program eller et af de mange analyseprogrammer, der kan hentes fra Internettet.

- En ældre metode benytter et filter til at undertrykke grundsignalet hvorved det resterende signal er den harmoniske forvrængning. Metoden kan måle ned under 1 ppm, men den er meget følsom overfor eksterne støjsignaler og filteret skal indstilles meget præcist. Et populært filter er dobbelt-T, som i teorien giver fuldstændig undertrykkelse af signalet ved én enkelt frekvens. En servo er ofte inkluderet for at sikre at filtret rammer grundtonen præcist og kan følge med langsomme variationer, så målingen tager ofte ret lang tid.

## Ulinearitet
Harmonisk forvrængning skyldes at signaltransmissionen ikke er lineær, men derimod indeholder led af højere orden. En signaltransmission kan beskrives som en serie af led, hvor {\displaystyle u(t)} er udgangens tidsrespons på indgangens signal {\displaystyle s(t)}. Leddet {\displaystyle a_{0}} er en konstant forskydning, der ikke har betydning for en undersøgelse af den harmoniske forvrængning i signaltransmissionen, men som kan illustrere at signalet flyttes over et potentiale. Leddet {\displaystyle a_{1}} repræsenterer den ønskede egenskab ved signaltransmissionen, nemlig en lineær transformation af signalet (forstærkning eller dæmpning og dertil relationen mellem de to systemers enheder). Leddene {\displaystyle a_{2}} og højere repræsenterer den uønskede egenskab (forvrængning) hvor værdien af konstanterne angiver hvor alvorlig forvrængningen er. Det er muligt at benytte andre repræsentationsformer end den viste serie af led.
{\displaystyle u(t)=a_{0}+a_{1}s(t)+a_{2}s^{2}(t)+a_{3}s^{3}(t)+\dots \!}
Ved beregning af den harmoniske forvrængning benyttes normalt et sinusformet signal, her eksemplificeret ved en cosinussvingning med amplituden {\displaystyle s_{0}} og vinkelfrekvensen {\displaystyle \omega =2\pi f}, hvor f er signalets frekvens (fx 1000 Hz).
{\displaystyle s(t)=s_{0}\cos(\omega t)\!}
For et system hvor kun leddene {\displaystyle a_{1}} og {\displaystyle a_{2}} er forskellige fra nul vil transmissionen have en krumning på grund af koefficienten til leddet af anden orden. Signalet indsættes i den ovenstående formel. 
{\displaystyle u(t)=a_{1}s_{0}\cos(\omega t)+a_{2}(s_{0}\cos(\omega t))^{2}\!}
Leddet med kvadratet på cosinus kan omformes ved brug af relationen:
{\displaystyle \cos ^{2}(\omega t)={1+\cos(2\omega t) \over 2}\!}
Det giver følgende resultat, hvor første led er en konstant, der afhænger af signalamplituden, og som ikke normalt regnes som del af den harmoniske forvrængning selv om det signalteknisk kan være problematisk at signalet forskydes lineært. Andet led er det ønskede signal og tredje led er den harmoniske forvrængning på grund af andenordens leddet. 
{\displaystyle u(t)={1 \over 2}a_{2}s_{0}^{2}+a_{1}s_{0}\cos(\omega t)+{1 \over 2}a_{2}s_{0}^{2}\cos(2\omega t)\!}
Harmonisk forvrængning udtrykkes oftest som styrken af den uønskede komponent i forhold til den ønskede med den harmoniske forvrængning angivet i procent; dog ses ppm og dB også anvendt. Resultatet er en harmonisk forvrængning, der er proportional med hvor kraftig signalet er. Den viste fremstilling angiver at anden ordens forvrængning er proportional med signalets amplitude, og fortsættes analysen indses at tredje ordens forvrængning er proportional med kvadratet på signalets amplitude, og tilsvarende for højere orden. Det er en erkendelse, der benyttes indenfor småsignalanalyse til at reducere den harmoniske forvrængning så meget at den kan ignoreres. Det kaldes også at linearisere signaltransmissionen, idet de ikke-lineære led smides bort.
{\displaystyle H_{2}=(100\%){\operatorname {amplitude} (2\omega t) \over \operatorname {amplitude} (\omega t)}=(100\%){a_{2} \over 2a_{1}}s_{0}\!}
Senere i artiklen vises et beregningseksempel med en bipolær transistor. 

### Total harmonisk forvrængning
Den totale harmoniske forvrængning (en. THD = Total Harmonic Distortion) for et system betegner kvaliteten af en signaltransmission ved at medtage flere af de harmoniske komponenter, som et minimum anden og tredje harmoniske. 
{\displaystyle H={\sqrt {H_{2}^{2}+H_{3}^{2}+\dots }}}

### Klirfaktor
Et transmissionssystem med en symmetrisk overføringskarakteristik (led af lige orden er nul) vil ikke producere harmonisk forvrængning af lige orden, så leddene {\displaystyle H_{2}}, {\displaystyle H_{4}} og højere bliver nul. På grund af en lidt speciel "klirrende lyd" ved denne form for forvrængning kaldes målingen i ældre litteratur for klirfaktor. Anvendelsen var typisk relateret til den analoge båndoptager, hvor signalets amplitude var opad begrænset ved magnetisk mætning af jernpulveret og derved gav kraftig stigning i de ulige harmoniske ved overstyring. En tilsvarende, men tilsigtet forvrængning findes i de populære guitarpedaler, hvor signalet begrænses symmetrisk for at producere en bestemt lydmæssig effekt. 

### Rørlyd
Der er en vis enighed om at harmonisk forvrængning er mindst generende hvis den primært består af komponenten {\displaystyle H_{2}} fra leddet af anden orden og udviser faldende amplitude af de højere harmoniske, {\displaystyle H_{3}}, {\displaystyle H_{4}}, etc. Denne type forvrængning opstår ved kredsløb hvor signalbehandlingen er asymmetrisk og krummer svagt, fx en effektforstærker med en enkelt effektkomponent. I ældre udstyr bestod udgangstrinnet et enkelt radiorør, hvilket gav en asymmetrisk krummende overføringskarakteristik, som netop kan give denne type forvrængning. Moderne guitarforstærkere har mulighed for at inkludere et kredsløb med en asymmetrisk karakteristik for at opnå den bløde og eftertragtede rørlyd fra de ældre guitarforstærkere med radiorør. 

### Cross-over
En meget generende type forvrængning opstår ved klasse B effektforstærkere, hvor udgangstrinnet ikke er opbygget korrekt, og i stedet for en jævnt tiltagende ulinearitet ved stigende styrke af signalet har en diskontinuitet omkring nul. I værste fald vil de svageste signaler ikke blive transmitteret, mens en mildere form for cross-over forvrængning udviser faldende forstærkning af et signal nær nul. Det medfører at {\displaystyle a_{1}} bliver en funktion af signalets øjebliksværdi og det komplicerer ovenstående fremstilling. Den resulterende forvrængning er kraftigst ved svag signalstyrke og er meget trættende at lytte til. Problemet var mest udbredt i ældre effektforstærkere med bipolære transistorer, men var også kendt ved de tidligere forstærkere med radiorør, idet man gik væk fra et enkelt radiorør i klasse A og over til to radiorør i klasse B for at opnå højere udgangseffekt. Cross-over forvrængning var også et problem i den analoge båndoptager, hvor magnetiseringen af båndets jernoxydpartikler ikke var lineær, og det problem blev søgt løst ved at indføre en højfrekvens bias. 

### Bipolær transistor
For en bipolær transistor kan kollektorens strøm som funktion af spændingsforskellen over basis-emitter med god tilnærmelse beskrives ved følgende eksponentielle relation hvor {\displaystyle I_{C}} og {\displaystyle U_{BE}} angiver arbejdspunktet mens {\displaystyle i_{C}} og {\displaystyle u_{BE}} angiver afvigelsen fra arbejdspunktet (første led er derved udgangssignalet og andet led er indgangssignalet). {\displaystyle U_{T}} er temperaturspændingen på cirka 25 mV (se transkonduktans). Eksponentialfunktionen kan deles i to hvor første led repræsenterer arbejdspunktet og andet led afvigelsen fra arbejdspunktet (signalet). 
{\displaystyle I_{C}+i_{C}=I_{0}\exp \left({U_{BE}+u_{BE} \over U_{T}}\right)=I_{0}\exp({U_{BE} \over U_{T}})\exp \left({u_{BE} \over U_{T}}\right)=I_{C}\exp \left({u_{BE} \over U_{T}}\right)\!}
Eksponentialfunktionen kan herefter omskrives ved brug af en Taylor rækkeudvikling: 
{\displaystyle \exp(x)=1+x+{x^{2} \over 2}+\dots }
Hvis rækkeudviklingen afsluttes efter leddet af anden orden bliver udgangssignalet fra transistoren: 
{\displaystyle i_{C}=I_{C}\left(\exp \left({u_{BE} \over U_{T}}\right)-1\right)=I_{C}\left({u_{BE} \over U_{T}}+{1 \over 2}\left({u_{BE} \over U_{T}}\right)^{2}\right)\!}
Sammenligning med ovenstående giver:
{\displaystyle a_{1}={u_{BE} \over U_{T}}\quad {\text{og}}\quad a_{2}={1 \over 2}\left({u_{BE} \over U_{T}}\right)^{2}\!}
Derved bliver den harmoniske forvrængning på 1 % for en signalamplitude på 1 mV. 
{\displaystyle H_{2}=(100\%){a_{2} \over 2a_{1}}=(100\%){u_{BE} \over 4U_{T}}={u_{BE} \over 1\,\mathrm {mV} }}
En felteffekttransistor har en karakteristik, der er overvejende kvadratisk (leddene {\displaystyle a_{1}} og {\displaystyle a_{2}} er dominerende), og som derfor vil give et lignende resultat om end ved et andet signalniveau.